# Chile na Copa do Mundo FIFA de 1998
Em 1998, a Seleção Chilena de Futebol participou pela sétima vez da Copa do Mundo FIFA, sendo eliminada nas oitavas de final pela Seleção Brasileira de Futebol. Ficou na segunda colocação do Grupo B, seu grupo.

## Primeira fase
Na primeira fase, o Chile enfrentou as seleções da Itália, da Áustria e a de Camarões.
| 11 de junho | Itália                    | 2 – 2               | Chile         | Stade Chaban-Delmas, Bordeaux                   |
| 17:30       | Vieri 10' · R. Baggio 85' | [carece de fontes?] | Salas 45' 50' | Público: 31 800 Árbitro: NIG Lucien Bouchardeau |

| 17 de junho | Chile     | 1 – 1               | Áustria    | Stade Geoffroy-Guichard, Saint-Étienne      |
| 17:30       | Salas 70' | [carece de fontes?] | Vastic 90' | Público: 30 600 Árbitro: EGI Gamal Ghandour |

## Segunda Fase

### Oitavas de final
Em 1998, o Chile enfrentou o Brasil nas Oitavas de Final, que havia se classifcado na primeira colocação do Grupo A.